# Problemi di misura
In geometria descrittiva i problemi di misura indicano una gamma di problemi in cui viene richiesto di determinare, sulla base delle rappresentazioni grafiche a disposizione, una distanza (misura lineare) o un angolo (misura angolare) determinati da alcuni insiemi, solitamente punti, rette, piani, curve coniche o quadriche.

## Misura lineare
I problemi di misura lineare richiedono di calcolare la distanza tra due insiemi, spesso intesa come distanza minima, ovvero come minimo delle lunghezze di tutti i segmenti che il congiungono. Casi particolari sono la distanza di un punto da un insieme, la distanza tra due rette sghembe e la distanza tra due insiemi complanari, ovvero che giacciono su uno stesso piano.

## Misura angolare
I problemi di misura angolare possono richiedere di misurare un angolo piano oppure un angolo solido, un'estensione in tre dimensioni del concetto di angolo.
Casi particolari di angolo piano sono l'angolo fra due linee curve, l'angolo tra una retta ed un piano e l'angolo diedro, cioè l'angolo tra due piani.